# Compus de două dodecadodecaedre snub inversate
În geometrie compusul de două dodecadodecaedre snub inversate este un compus poliedric uniform format din 2 versiuni chirale ale dodecadodecaedrului snub inversat. Are simetrie icosaedrică (Ih).
Are indicele de compus uniform UC74.

## Mărimi asociate

### Coordonate carteziene
coordonatele carteziene ale vârfurilor sunt toate permutările ale
{\displaystyle \left(\,\pm 2\alpha ,\,\pm 2,\,\pm 2\beta \,\right)}
{\displaystyle \left(\,\pm (\alpha +\beta \varphi ^{-1}+\varphi ),\,\pm (-\alpha \varphi +\beta +\varphi ^{-1}),\,\pm (\alpha \varphi ^{-1}+\beta \varphi -1)\,\right)}
{\displaystyle \left(\,\pm (-\alpha \varphi ^{-1}+\beta \varphi +1),\,\pm (-\alpha +\beta \varphi ^{-1}-\varphi ),\,\pm (\alpha \varphi +\beta -\varphi ^{-1})\,\right)}
{\displaystyle \left(\,\pm (-\alpha \varphi ^{-1}+\beta \varphi -1),\,\pm (\alpha -\beta \varphi ^{-1}-\varphi ),\,\pm (\alpha \varphi +\beta +\varphi ^{-1})\,\right)}
{\displaystyle \left(\,\pm (\alpha +\beta \varphi ^{-1}-\varphi ),\,\pm (\alpha \varphi -\beta +\varphi ^{-1}),\,\pm (\alpha \varphi ^{-1}+\beta \varphi +1)\,\right)}
unde {\displaystyle \varphi ={\frac {1+{\sqrt {5}}}{2}}} este secțiunea de aur,
{\displaystyle \alpha } este rădăcina reală negativă a polinomului {\displaystyle \varphi \alpha ^{4}-\alpha ^{3}+2\alpha ^{2}-\alpha -\varphi ^{-1},\,\approx -0,335209,} iar
{\displaystyle \beta ={\frac {\alpha ^{2}\varphi ^{-1}+\varphi }{\alpha \varphi -\varphi ^{-1}}}.}

### Rază circumscrisă
Raza circumscrisă pentru lungimea laturii de 1 unitate, {\displaystyle R=0,8516302}, este dată de cea mai mică rădăcină reală a polinomului
{\displaystyle 64R^{8}-192R^{6}+180R^{4}-65R^{2}+8.}

### Volum
Volumul său, V, este dat de cea mai mică dintre rădăcinile reale ale polinomului de gradul al patrulea în {\displaystyle x^{2}}
{\displaystyle 64x^{8}-21440x^{6}+18100x^{4}+5895625x^{2}+60062500.}
Ca urmare, volumul este
{\displaystyle V\approx 9,22862~a^{3}}
unde a este lungimea laturilor tuturor poligoanelor (care sunt regulate).